# あんこう鍋

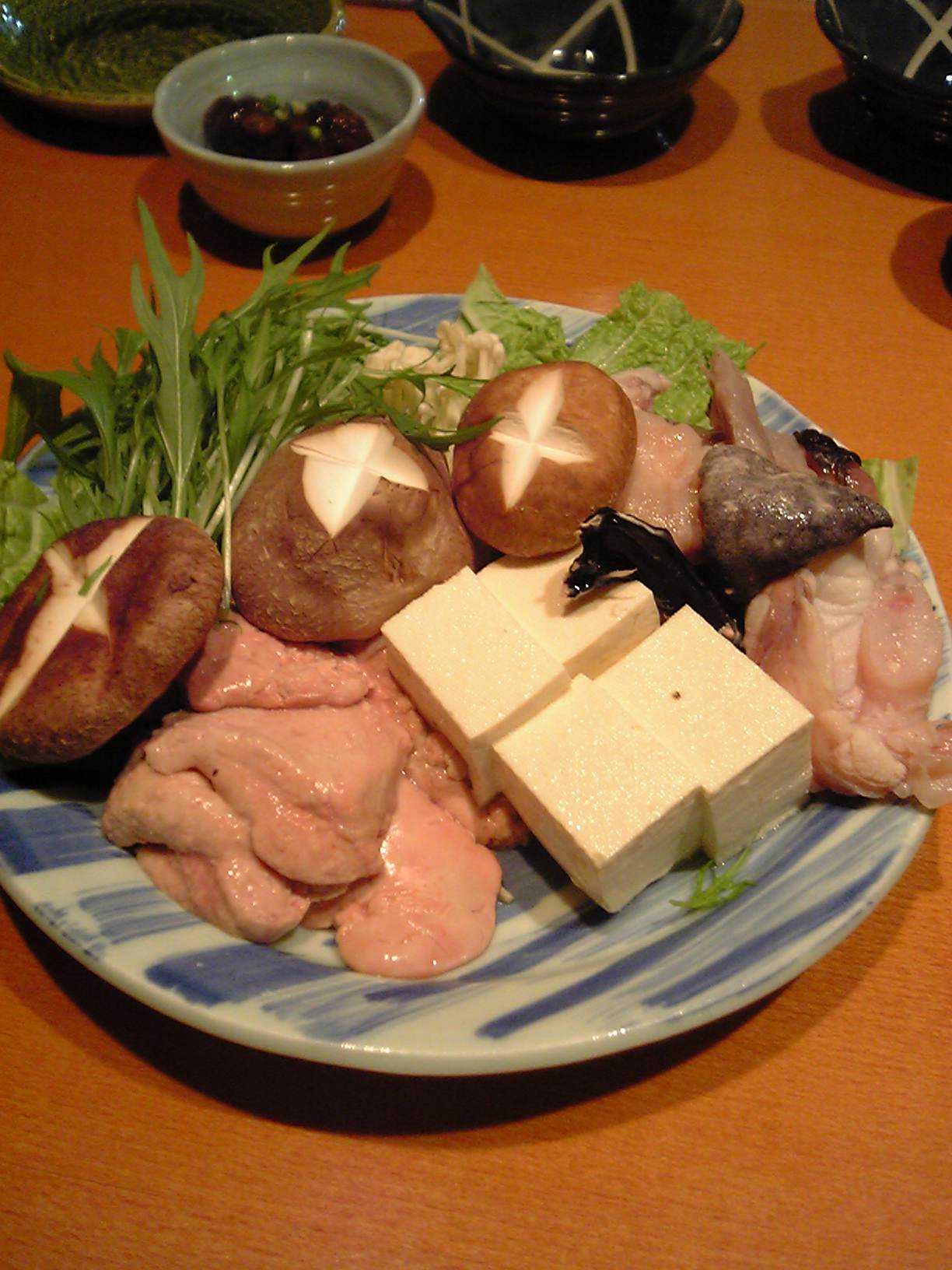
あんこう鍋の具材

あんこう鍋（あんこうなべ）は、アンコウ目・アンコウ科に属する「キアンコウ（ホンアンコウ）」を主な具材とする鍋料理。

## 概要

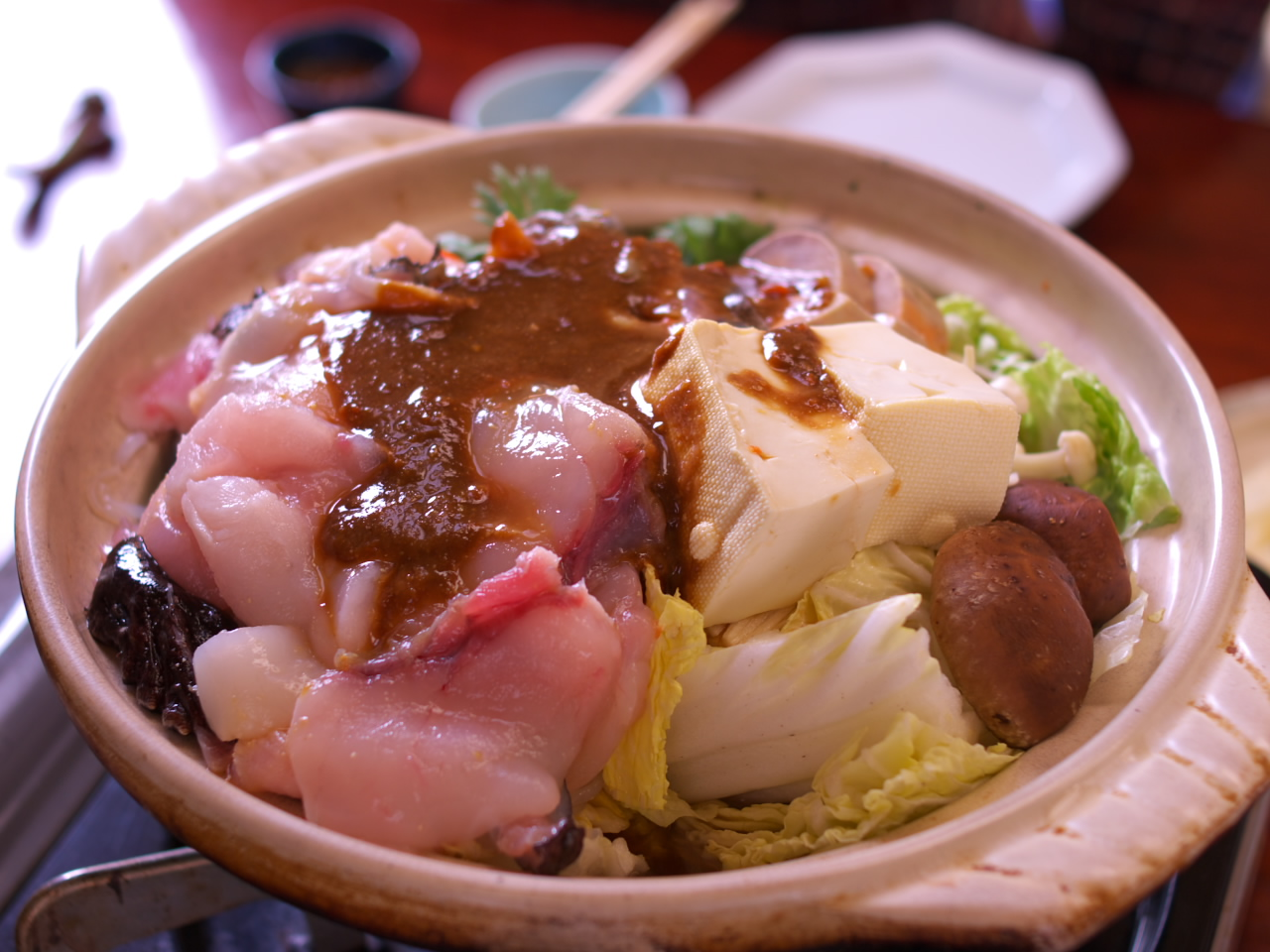
調理前のあんこう鍋

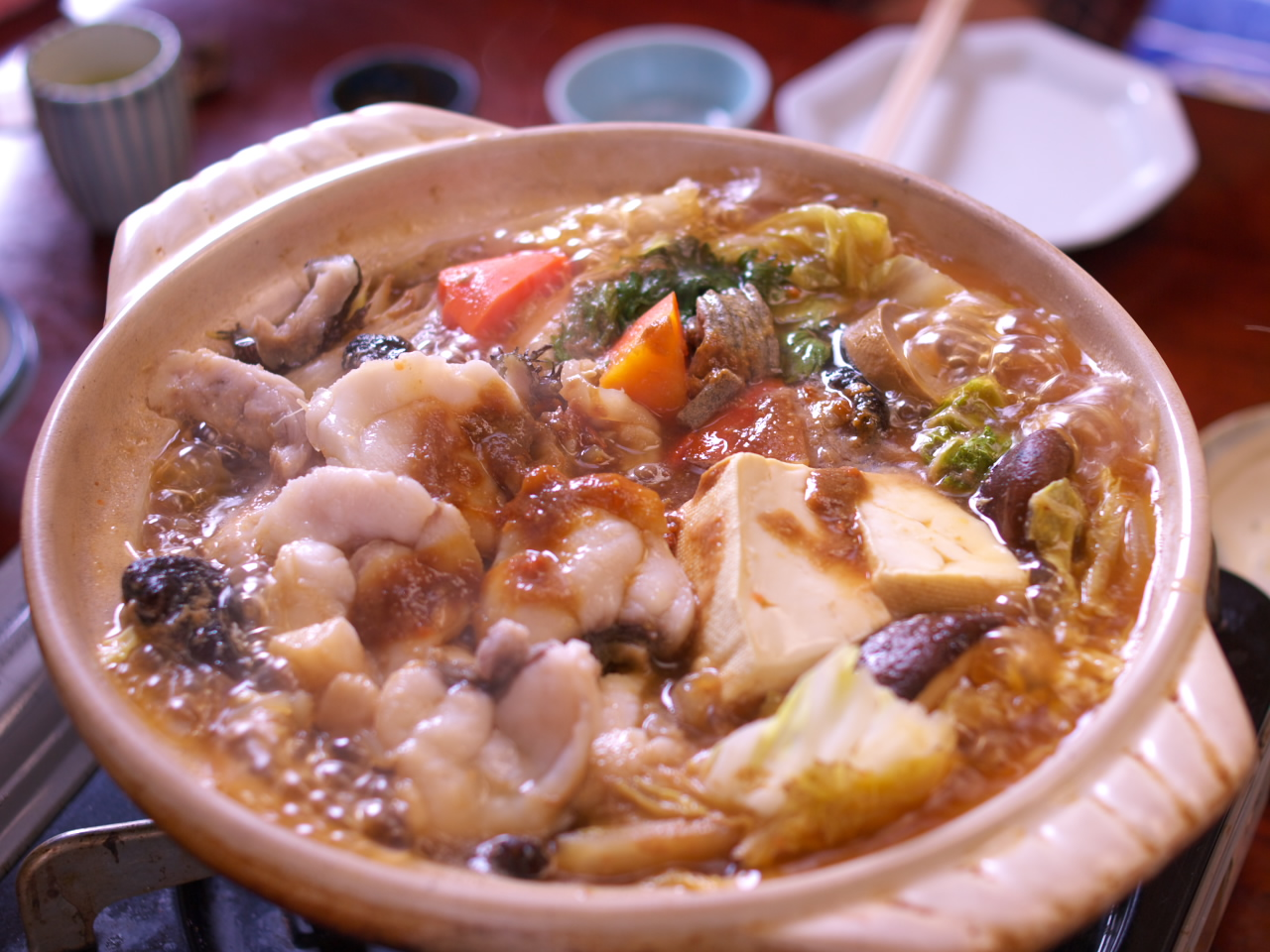
調理後のあんこう鍋

アンコウは「西のフグ（河豚）、東のアンコウ（鮟鱇）」と並び称されている高級魚である。
アンコウは日本近海の水深100 - 300mの砂泥底に生息している深海魚で、底引き網（トロール網）で他の魚と一緒に水揚げされる。漁獲高日本一は、ふぐの取扱量が日本一の山口県下関市である。
深海魚であり外見が奇妙であるが「食べられない所がない」と言われるように、身はもちろん、皮や内臓、エラなど、骨以外は全て食べることが出来る無駄のない魚である。以下の部位を「7つ道具」と呼ぶ。
1. 肝
2. とも（胸びれ・尾びれ）
3. ぬの（卵巣）
4. だい身（身の部分、柳肉とも呼ぶ）
5. 胃（水袋とも呼ぶ）
6. えら
7. 皮

卵巣のないオスのアンコウは個体が大きくなることもなく商品価値が低いため、市場に出回ることはない。料理として使われるのはメスのアンコウである。
あんこう鍋の味付けは大きく分けて4種類。
- 味噌味

漁師風の味として、民宿や旅館、居酒屋、割烹料理店などで多く出されている。店独自の割下(スープ)により個性を出している。
- 醤油味

料亭などの高級店では上品な醤油味のあんこう鍋が好まれている。これを味噌味にする場合、肝と味噌を練り合わせた団子の様なものを好みで鍋に加える。
- どぶ汁

大洗町や日立市、北茨城市の一部の店で味わえる、より濃厚なあんこう鍋。溶けたあん肝によりスープが濁ることから名付けられた。
- 漁師風どぶ汁

上記のどぶ汁とは調理法が異なり、アンコウと野菜の水分だけでスープを作る鍋。水を使わず野菜と味噌、アンコウだけで栄養価の高い鍋ができることから、漁師達に重宝されていた。ただし、この調理法は手間と時間が必要で、相当手馴れた人でなければ作ることが難しいため、一般的に提供している店は少なく幻の鍋である。　
どの調理法でも最後にごはんと玉子、出汁を加え「おじや（雑炊）」にして食べることが多い。

## アンコウの旬
「霜月あんこう絵に描いても舐めろ」「魚偏に安いと書くは春のこと」と詠まれており、11月から2月が旬である。水温が低くなることで身が締まり、春先の産卵に向けて肝臓が肥大化することで味が良くなる。特に1 - 2月頃が最も美味しい時期と言われている。産卵後から夏場にかけては肝も縮み、味も落ちる。

## アンコウの加工法
通常、魚はまな板で捌く事が多い。しかし、アンコウの表面はぬめりが有り水圧に耐えられる柔らかい体のため、大きな個体になるとまな板の上で捌く事は難しい。そのため、「吊るし切り」と呼ばれる方法がとられる。
その方法とは、下顎に鉤状のものをかけてアンコウを吊るし、水や氷を入れることによって安定させ、アンコウを回転させながら捌くのである。江戸時代の頃から始められていたと言われている。現在でも、茨城県にある大洗ホテルや一部の食事処でも店の前で吊るし切りを行っている。

## あん肝を調理する際の注意点
あん肝には、食物連鎖の過程でアニサキス（アンコウが日常的に餌としているイカなどの一般的な魚介類に混入しやすい寄生虫）が入る場合があり、生食にはあまり適さないとされる。
生のあん肝は60℃で1分間以上加熱するか、-20℃以下で24時間以上冷凍することが必要である。アンコウ専門店で出てくるアンコウ料理は大抵下ごしらえをしているため問題はないが、アンコウを購入して自分で調理する場合は、食中毒の恐れがあるため注意が必要である。なお、アニサキスに関しては、きちんと処理していればまったく問題性はないものであり、寿司ネタになっているイカにも漁獲時に付着していて、アンコウだけが特別というわけではない。
アニサキスの混入頻度は漁獲される場所によっても大きく異なるようで、2002年12月 - 2003年2月にかけて行われた調査では、ボストンよりの輸入あん肝ではアニサキスの混入が1kgあたり9隻でその半数近くは死滅していたとされるが、中国からの輸入あん肝ではアニサキスの混入が1kgあたり111隻でその全ての生存が確認がされており、数値上で大きな開きが出ている。

## 主な栄養素
アンコウは栄養成分も豊富である。80%を水分がしめる低カロリーの魚だが、あん肝（肝臓）は脂質量が40%もあり高カロリーである。皮やヒレにはコラーゲンが多く含まれており、ビタミンCの多い食品である野菜と一緒に食べる鍋は肌をきれいにするといわれている。 
- 蛋白質、コラーゲン…肉や骨や血管などの生成に必要。
- 亜鉛、銅…糖代謝、成長促進、生体内酵素に必須のミネラル。
- ビタミンA…免疫機能、皮膚や眼病予防。
- ビタミンD…カルシウムの吸収や骨の構築、癌予防、貧血や高血圧、皮膚障害や風邪予防。
- ビタミンE…過酸化脂質や活性酸素の抑制、血中コレステロール値を下げる作用。

## 起源
人見必大著『本朝食鑑』（4）272ページに鮟鱇について記載されており、元禄時代から親しまれていたようである。また鮟鱇を吊るして捌く調理法も表現されている（絵入貞徳狂歌集）。かつては「安康」と表記されていた。
美食家として知られている徳川光圀が食したとも言われている。小菅桂子著『水戸黄門の食 元禄の食事情』では、水戸独特の料理法は共酢（ともす）で食べたと書かれている。元禄料理を世に広め徳川斉昭が編纂した『食菜録』文献が有名。
特にあん肝は海のフォアグラとも称され、江戸時代の頃には「三鳥二魚」と呼ばれる5大珍味の1つに数えられていた。水戸藩から皇室に献上されていた郷土料理である。三鳥二魚とは、鳥＝鶴（ツル）、雲雀（ヒバリ）、鷭（バン）、魚＝鯛（タイ）、鮟鱇（アンコウ）のことである。